# نظرية الانهيار الموضوعي
نظريات الانهيار الموضوعي، والمعروفة أيضًا بنماذج انهيار الدالة الموجية التلقائية أو نماذج الاختزال الديناميكي، هي حلول مقترحة لمسألة القياس في ميكانيكا الكم. كما هو الحال مع النظريات الأخرى المسماة تفسيرات ميكانيكا الكم، فهي تفسيرات محتملة لسبب وكيفية إعطاء القياسات الكمومية دائمًا نتائج محددة، وليس تراكبًا لها كما تنبأت معادلة شرودنغر، وبشكل عام كيف ينبثق العالم الكلاسيكي من نظرية الكم. الفكرة الأساسية هي أن التطور الأحادي لدالة الموجة التي تصف حالة النظام الكمي تقريبي. إنه يعمل جيدًا للأنظمة المجهرية، لكنه يفقد صلاحيته تدريجياً عندما تزداد كتلة/ تعقيد النظام.